# Zentiva
Zentiva je farmaceutická společnost se sídlem v Praze, která vyvíjí, vyrábí a prodává široký sortiment generických a volně prodejných přípravků.
Zentiva zaměstnává více než 4 500 pracovníků v různých evropských zemích a provozuje tři výrobní závody: v Praze, Bukurešti a Ankleshwaru.

## Historie

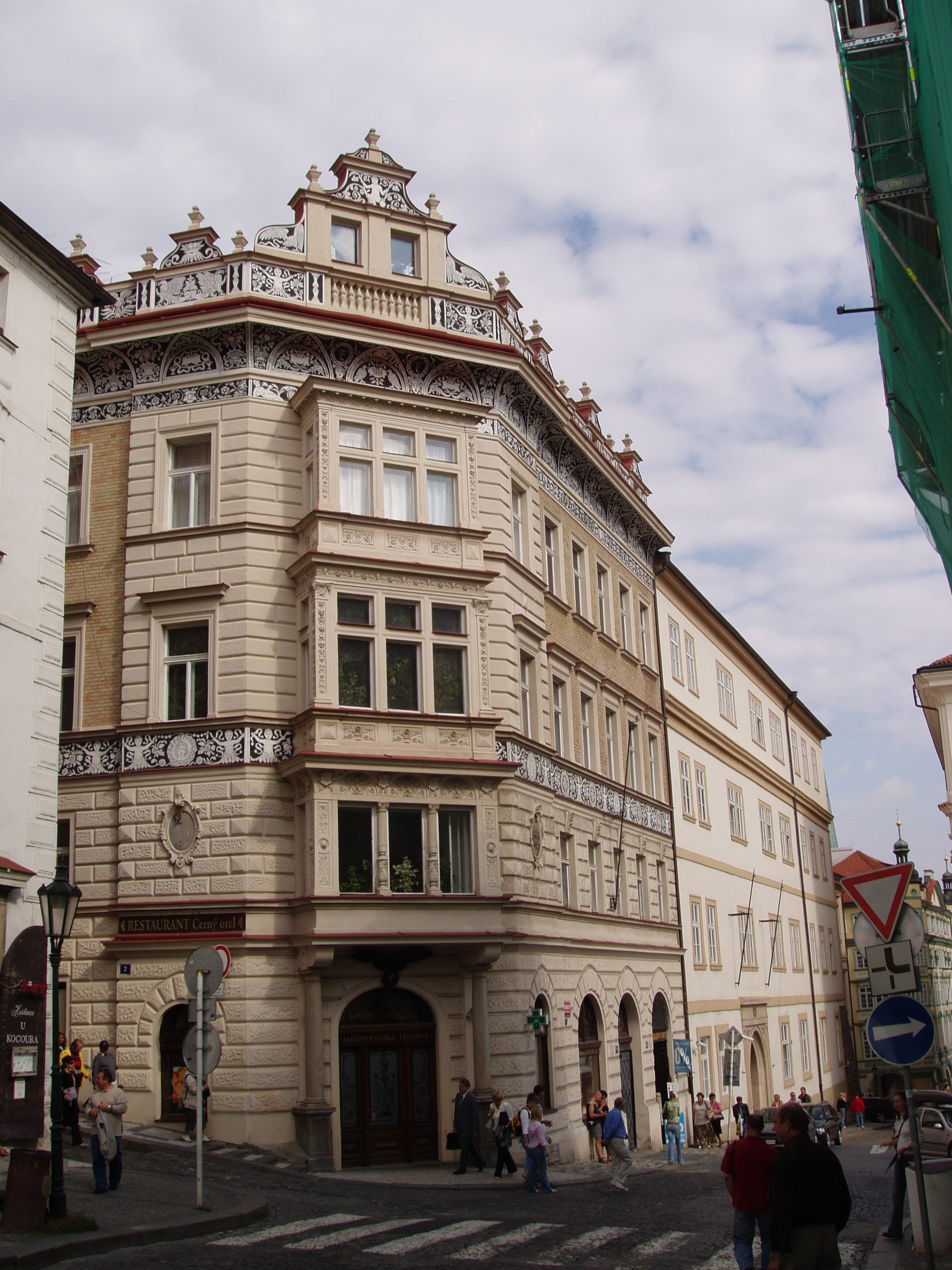
Lékárna U Černého orla

Kořeny této české farmaceutické společnosti sahají až k lékárně U Černého orla, která se na pražské Malé Straně nacházela již roku 1488. V roce 1857 lékárnu koupil Benjamin Fragner (1824–1886). Plány na její rozšíření pak uskutečnil až jeho syn Dr. Karel Fragner a později na ně navázal Dr. Ing. Jiří Fragner. Společně se svým bratrem, architektem Jaroslavem Fragnerem, navrhli a vybudovali novou moderní farmaceutickou továrnu v Dolních Měcholupech, které jsou dnes součástí Prahy. Na místě původní továrny se nyní nachází hlavní sídlo společnosti Zentiva.
Továrna „Benjamin Fragner“ zahájila výrobu léčivých přípravků v srpnu roku 1930. Její zisky plynuly především z bohatého portfolia aktivních látek, které posloužily jako základ intenzivního výzkumu a vývoje. Když se po německé okupaci během druhé světové války zavřely české vysoké školy, Fragnerova továrna se stala útočištěm mnoha význačných odborníků. Právě na tomto místě například proběhlo jedno z prvních úspěšných izolování penicilinu (BF Mykoin 510).
Po znárodnění společnosti v roce 1946 došlo k oddělení továrny od lékárny. Výrobní podnik se stal součástí Spojených farmaceutických závodů (SPOFA) a se svými 750 zaměstnanci byl největším farmaceutickým závodem v poválečném Československu. Vzhledem k neustále rostoucí poptávce po lékových formách se na začátku šedesátých let zvažovala otázka dalšího rozšíření jeho výrobních kapacit. Celý projekt byl dokončen v roce 1979 a vedl k výstavbě moderních výrobních provozů s odpovídajícím zařízením.
Od roku 1989 prošla společnost několika významnými organizačními a vlastnickými změnami. V roce 1998 byl ukončen privatizační proces a v roce 2003 vznikla spojením se slovenskou farmaceutickou společností Slovakofarma nová firma Zentiva. V roce 2004 vstoupila na burzu cenných papírů v Praze a v Londýně a zároveň rozšířila své podnikatelské aktivity do Polska, Ruska a dalších trhů střední a východní Evropy. O rok později Zentiva koupila a přidala do svého portfolia značku Sicomed (přední výrobce generických přípravků v Rumunsku, dnes Zentiva SA).
Na začátku roku 2007 Zentiva rozšířila své působení v Maďarsku a koupila společnost Eczacibaşi Generic Pharmaceuticals (přední turecký výrobce). V roce 2008 došlo k akvizici Zentivy francouzskou skupinou Sanofi, která z ní vytvořila svou evropskou platformu pro generické přípravky. Zentiva se tak stala součástí divize generických přípravků Sanofi.
Roku 2018 koupila společnost Advent International evropskou část divize generických léčiv skupiny Sanofi – Zentivu. Hodnota transakce dosáhla 1,9 mld. eur. Zentiva tak s podporou jednoho z největších kapitálových fondů Advent International opět získala nezávislost.
Po akvizici společností Advent International realizovala Zentiva v rychlém sledu několik strategických nákupů, aby ještě více posílila svou pozici na trhu s generickými a volně prodejnými přípravky v Evropě i za jejími hranicemi. V dubnu roku 2019 koupila Zentiva společnost Creo Pharmaceuticals, která od roku 2013 působila jako britská dceřiná společnost americké skupiny Amneal Pharmaceuticals. V květnu pak následovala akvizice rumunské farmaceutické společnosti Solacium, s jejíž pomocí Zentiva dále rozšířila své působení v oblasti generických a volně prodejných přípravků. V portfoliu  společnosti Sanofi zůstaly volně prodejné léky prodávané pod obchodními označeními Paralen, Endiaron či Ibalgin, jehož výroba se přesunula do Maďarska, a další.

## Historie akvizic
- 1857: Benjamin Fragner kupuje lékárnu U Černého orla
- 1946: rozdělení lékárny a výrobního závodu
- 2003: akvizice společnosti Slovakofarma
- 2005: akvizice společnosti Sicomed
- 2007: Zentiva získává společnost Eczacibaşi Generic Pharmaceuticals
- 2008: akvizice Zentivy skupinou Sanofi
- 2018: akvizice Zentivy kapitálovým fondem Advent International
- 2019:
  - Duben: akvizice společnosti Creo Pharmaceuticals
  - Květen: akvizice společnosti Solacium Pharmaceuticals
  - Září: podepsání dohody o akvizici výrobního závodu v indickém městě Ankleshwar
  - Říjen: podepsání konečné dohody o akvizici středoevropské a východoevropské divize společnosti Alvogen
- 2020:
  - Duben: akvizice divizí společnosti Alvogen v regionu střední a východní Evropy
  - Květen: akvizice výrobního závodu v indickém městě Ankleshwar